# Mort i funeral d'estat de Leonid Bréjnev
El 10 de novembre de 1982, Leonid Ilitx Bréjnev, tercer secretari general del Partit Comunista de la Unió Soviètica (PCUS) i cinquè líder de la Unió Soviètica, va morir a l'edat de 75 anys després de patir un atac de cor després d'anys de problemes seriosos de salut. La seva mort va ser anunciada oficialment l'11 de novembre a través de la ràdio i la televisió soviètiques de forma simultània. Després de cinc dies de dol nacional, es va fer un funeral d'estat per a Bréjnev i va ser enterrat a la Necròpolis de la Muralla del Kremlin. Iuri Andrópov, successor de Bréjnev com a secretari general, va ser el president del comitè responsable de l'administració del funeral de Bréjnev. Es va produir el 15 de novembre de 1982, cinc dies després de la seva mort.
Al funeral hi van assistir 32 caps d'estat, 15 caps de govern, 14 ministres d'afers exteriors i quatre prínceps. El president dels Estats Units Ronald Reagan va enviar-hi George H. W. Bush, llavors vicepresident dels Estats Units. Iuri Andrópov, Dmitri Ustínov, Anatoli Aleksàndrov i un treballador d'una fàbrica van fer-hi parlaments.

## Mort i declaració

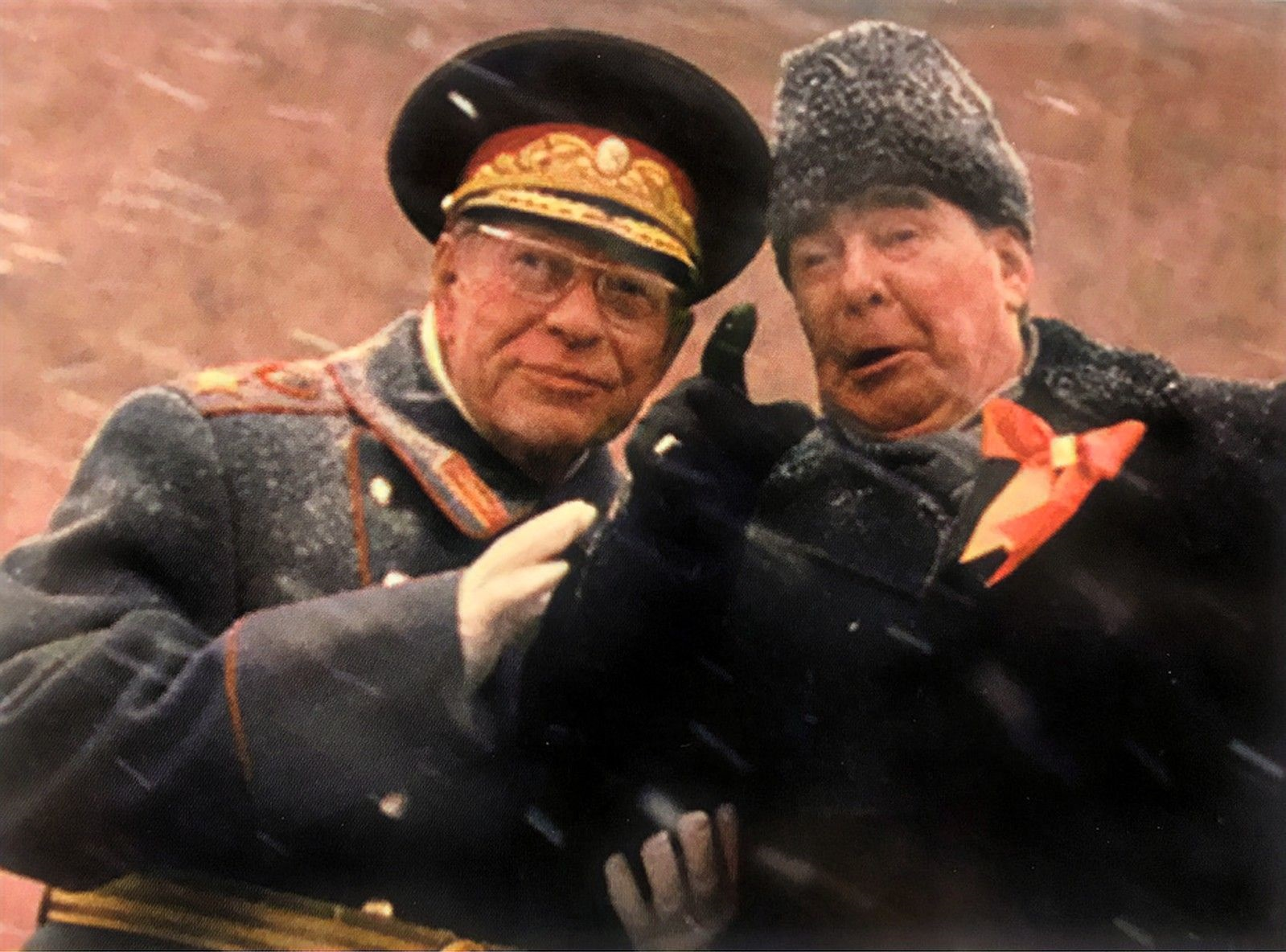
Bréjnev i Dmitri Ustínov a la desfilada del Dia de la Revolució d'Octubre de l'any 1979 a la Plaça Roja celebrant el 62è aniversari de la revolució.

Bréjnev havia patit diversos problemes de salut des del 1974, principalment una malaltia de cor, leucèmia, càncer de mandíbula, una malaltia respiratòria crònica i una malaltia circulatòria, totes elles agreujades pel gran consum de tabac i la seva obesitat. Des de la meitat dels anys 1970, corrien rumors de la mort de Bréjnev, ja que no havia assistit a reunions importants que exigien un protocol, i es rumorejava que la seva salut havia estat empitjorant. Durant la major part del 1982, Bréjnev no va aparèixer en públic i sovint estava envoltat de doctors, tot i que el govern soviètic va insistir que no estava malalt. Va patir un ictus cerebral sever el maig de 1982, però va rebutjar deixar el càrrec fins que va morir el 10 de novembre de 1982 després de patir un atac de cor. El van homenatjar amb un funeral d'estat a la Necròpolis de la Muralla del Kremlin a la Plaça Roja després d'un període de cinc dies de dol nacional.
La primera pista de la seva mort al poble soviètic va ser a un quart de vuit de la tarda del dia 10, hora de Moscou, quan els programes de televisió habituals van ser alterats i un documental sobre Lenin va reemplaçar un concert de música pop. A Vrémia, el telenotícies de la televisió estatal de la Unió Soviètica, els presentadors van vestir roba fosca en comptes de la seva roba informal habitual. Al principi, els ciutadans soviètics pensaven que Andrei Pàvlovitx Kirilenko era qui havia mort, ja que no havia assistit al 65è aniversari de la Revolució d'Octubre uns dies abans (va morir el 1990). A més, ja havien ocorregut altres canvis sobtats de la programació de televisió, com l'aparició d'un programa fora d'horaris sobre records de la guerra i el canvi d'un partit d'hoquei sobre gel per la Simfonia Patètica de Txaikovski al canal de Rússia 1. L'11 de novembre es va anunciar oficialment la mort de Bréjnev a través de la ràdio soviètica i la televisió de forma simultània. Ígor Kiríl·lov va fer l'anunci televisiu plorant a les 11 del matí, hora de Moscou.
Alguns comentaristes del Primer Món ja havien especulat que Bréjnev havia mort perquè no va fer cap missatge felicitant José Eduardo dos Santos, President d'Angola, pel Dia de la Independència d'Angola. Això va ser un incompliment del protocol i, com que Bréjnev havia signat missatges a tots els caps d'estat que eren aliats de la Unió Soviètica, l'absència de la firma era sospitosa. Alguns comentaristes del Primer Món van pensar que el retard en declarar la mort de Bréjnev demostrava un problema successori dins del govern de la Unió Soviètica. En aquells moments, es creia que el candidat amb més probabilitat de substituir Bréjnev era Konstantín Txernenko.

## Serveis funeraris
L'11 de novembre Iuri Andrópov va ser elegit president del comitè responsable de l'administració del funeral de Bréjnev. Aquesta decisió va marcar el començament del funeral de Bréjnev, i això el va posar com a número 1 en les especulacions que es feien als països occidentals sobre la successió.
Durant els funerals dels líders soviètics, hi havia el costum de mostrar les seves condecoracions sobre coixins de vellut que es duien darrere del fèretre durant la processó. Tradicionalment, una escorta d'oficials de més edat era l'encarregada d'aquesta tasca, on cadascun duia un coixí amb una condecoració. Tot i això, com que Bréjnev en tenia més de dues-centes, se'n van posar unes quantes a cada coixí. Així i tot, l'escorta d'oficials constava de quaranta-quatre persones.
Dos guàrdies cepats seguien constantment a Galina Brejneva, la filla dissident de Bréjnev. Andrópov, successor de Bréjnev com a secretari general, va abraçar Viktória Bréjneva però sembla que va girar l'esquena a Galina. Aquesta afirmació ha estat disputada per un article del Time de l'any 1982 que deia que Andrópov va abraçar les dues, no només Viktoria. A més, durant els quinze mesos del mandat d'Andrópov, Galina va deixar d'aparèixer en públic. Al funeral, Andrópov va elogiar Bréjnev per la seva "lluita per la relaxació de les tensions internacionals i per deslliurar la humanitat de l'amenaça d'una guerra nuclear", i també per la seva política de distensió. Andrei Kirilenko, membre líder del Politburó, va posar-se a plorar quan es va trobar amb Viktoria al funeral.
La milítsiya de Moscou va acordonar el centre de la ciutat durant el funeral el 15 de novembre. Les avingudes llargues eren estretament vigilades per la policia i la guarnició militar de Moscou. El cos de Bréjnev va estar en una capella ardent durant tres dies a la Casa dels Sindicats. Els soldats que hi feien guàrdia vestien braçalets vermells amb les vores negres. La Casa dels Sindicats va ser decorada amb moltes banderes roges i altres símbols comunistes. Al tercer dia, el fèretre es va situar en un carro d'artilleria, tibat per un blindat BRDM-2 de color verd, precedit per dotzenes de corones funeràries, a més de les condecoracions de Bréjnev, portades per militars i altres assistents al dol. El van dur al Mausoleu de Lenin a la plaça Roja, on van fer parlaments Andrópov; el Ministre de Defensa Dmitri Ustínov; Anatoli Aleksàndrov, president de l'Acadèmia de les Ciències; i un treballador d'una fàbrica. Després dels parlaments, els portadors dels fèretres, liderats per Andropov i Nikolai Tíkhonov, president del Consell de Ministres, van transportar el fèretre a una altra localització a prop del mausoleu. Allà, la família de Bréjnev va fer el seu comiat. Viktoria va fer un petó a la cara de Bréjnev, seguint les tradicions russes, abans que fos enterrat. Mentre es dipositava el cos de Bréjnev a la tomba, una brigada militar va saludar mentre una orquestra tocava l'himne de la Unió Soviètica. Segons la revista Time, la majoria de soviètics van plorar la mort de Bréjnev.
El cos de Bréjnev va caure dos cops. Mentre s'aixecava el fèretre per col·locar-lo a la capella ardent de la Sala de les Columnes de la Casa dels Sindicats, es va desclavar el fons del taüt, i el cos de Bréjnev va caure. Després d'això, se'n va fer un de nou de metall i, mentre s'abaixava cap a la tomba, els enterramorts no van poder aguantar el seu pes i el fèretre va caure al forat de la tomba amb un estrèpit. Aquest informe, però, el va disputar Georgy Kovalenko, un dels enterradors—segons ell, vint minuts abans de la deposició del fèretre, Semyon Shornikov, el custodi del Kremlin, li va demanar d'abaixar el fèretre simultàniament amb el soroll de les campanes.

## Dignitaris estrangers
Al funeral hi van assistir 32 caps d'estat, 15 caps de govern, 14 ministres d'afers exteriors i quatre prínceps. Entre els dignitaris estrangers que van assistir al funeral hi havia Indira Gandhi de l'Índia, Pierre Mauroy de França, Babrak Karmal de l'Afganistan, Fidel Castro de Cuba, Huang Hua de la Xina, Iàssir Arafat de l'Organització per a l'Alliberament de Palestina, Wojciech Jaruzelski de Polònia, Mengistu Haile Mariam d'Etiòpia, Moussa Traoré de Mali, Erich Honecker de la República Democràtica Alemanya, Nicolae Ceaucescu de Romania i Hafez al-Àssad de Síria, entre d'altres. Àssad va declarar set dies de dol a Síria quan es va anunciar la mort de Bréjnev. Ronald Reagan, el President dels Estats Units, no hi va assistir però va enviar una delegació liderada pel vicepresident George Herbert Walker Bush. El Secretari d'estat George P. Shultz, el director de l'Agència Central d'Intel·ligència William Casey (Director CIA) i el Conseller Nacional de Seguretat William P. Clark va intentar convèncer Reagan perquè assistís al funeral. Reagan va rebutjar la idea; a més, va dir que no tenia cap intenció d'alterar la política dels Estats Units cap a la Unió Soviètica per la mort de Bréjnev.

## Expressions de condol
Un condol notable va ser el de Ronald Reagan, president dels Estats Units, que es va aixecar a dos quarts i cinc de quatre del matí per escriure un missatge de dos paràgrafs sobre Bréjnev. Reagan va descriure Bréjnev com "una de les figures més importants del món durant quasi dues dècades" i va expressar esperances per la millora de les relacions entre la Unió Soviètica i els Estats Units. Joan Pau II va prometre que tindria "un pensament especial per la memòria de l'il·lustre finat", mentre que l'excanceller de l'Alemanya Occidental Helmut Schmidt va dir que la mort de Bréjnev seria "sentida amb dolor". El govern de la República Popular de la Xina va expressar "condol profund" i Indira Gandhi, la primera ministra de l'Índia, va dir que "ell [Bréjnev] va estar amb nosaltres en un moment de necessitat".